# U-177
U-177 — большая океанская немецкая подводная лодка типа IXD2, времён Второй мировой войны.
Заказ на постройку субмарины был отдан 28 мая 1940 года. Лодка была заложена 25 ноября 1940 года на верфи компании АГ Везер в Бремене под строительным номером 1017, спущена на воду 1 октября 1941 года, вошла в строй 14 марта 1942 года под командованием капитан-лейтенанта Вильгельма Шульце.

## Командиры лодки
- 14 марта 1942 года — 23 марта 1943 года корветтен-капитан Вильгельм Шульце
- 24 марта 1942 года — 16 октября 1943 года корветтен-капитан Роберт Гизе, кавалер Рыцарского Железного креста, обладатель одного из 27 Нагрудных знаков подводника с бриллиантами.
- 17 октября 1943 года — 6 февраля 1944 года корветтен-капитан Хайнц Буххольц

## Флотилии
- 14 марта 1942 года — 30 сентября 1942 года 4-я флотилия (учебная)
- 1 октября 1942 года — 30 ноября 1942 года 10-я флотилия
- 1 декабря 1942 года — 6 февраля 1944 года 12-я флотилия

## Боевой путь
Лодка совершила 3 боевых похода, потопила 14 судов суммарным водоизмещением 87 388 брт, одно судно повредила (2 588 брт). Потоплена в надводном положении при попытке экстренного погружения 6 февраля 1944 года в южной Атлантике, западнее о. Вознесения, в районе с координатами 10°35′ ю. ш. 23°15′ з. д., двумя сериями (из шести и трёх соответственно) глубинных бомб Mk-47 с американского самолёта «Либерейтор» с бортовым номером VB-107-B-3 под командованием лейтенанта Carrel Ivan Pinnell. 50 человек из состава экипажа подлодки погибли, пятнадцати удалось выжить.

## Атаки на лодку
- 23 сентября 1942 года в 13.30 часов срочно погружающуюся лодку бомбил неопознанный двухмоторный самолет к юго-востоку от Исландии. В результате атаки лодка не получила повреждений.
- 6 июня 1943 года, выслеживая конвой (вероятно, DN-53) у западного побережья Африки, в условиях сильного тумана, лодка внезапно оказалась прямо перед судами конвоя, которые открыли по U-177 артиллерийский огонь. Одновременно канадская летающая лодка «Каталина» (RCAF Sqdn 413), осуществляющая ПЛО конвоя, сбросила 3 бомбы, не причинившие лодке повреждений.
- 12 июля 1943 года U-177 радировала, что несколько раз за день подвергалась бомбардировкам с воздуха в квадрате KP30.

## Потопленные и повреждённые суда
| Судно             | Тип                           | Принадлежность | Дата            | Груз                                                                                                | Тоннаж (БРТ) | Судьба    | Примечание            |
| «Aegeus»          | грузовое судно                | Греция         | 2 ноября 1942   | 2 553 т. генерального груза                                                                         | 4 538        | потоплен  |                       |
| «Cerion»          | танкер                        | Великобритания | 9 ноября 1942   | в балласте                                                                                          | 2 588        | повреждён | Добрался до Кейптауна |
| «Scottish Chief»  | танкер                        | Великобритания | 19 ноября 1942  | 13 000 т. топлива                                                                                   | 7 006        | потоплен  |                       |
| «Pierce Butler»   | грузовое судно, тип «Liberty» | США            | 20 ноября 1942  | 8 900 т. генерального груза                                                                         | 7 191        | потоплен  |                       |
| «Nova Scotia»     | пассажирский пароход          | Великобритания | 28 ноября 1942  | 765 пассажиров (итальянцы), 134 человека временного обслуживающего персонала (подданные ЮАС), почта | 6 796        | потоплен  | 858 погибших          |
| «Llandaff Castle» | пассажирский пароход          | Великобритания | 30 ноября 1942  | 150 пассажиров и 3 000 т. генерального груза                                                        | 10 799       | потоплен  |                       |
| «Saronikos»       | транспорт                     | Греция         | 7 декабря 1942  | в балласте                                                                                          | 3 548        | потоплен  |                       |
| «Empire Gull»     | вооружённое грузовое судно    | Великобритания | 12 декабря 1942 | в балласте                                                                                          | 6 319        | потоплен  |                       |
| «Sawahloento»     | грузовое судно                | Голландия      | 14 декабря 1942 | в балласте                                                                                          | 3 085        | потоплен  |                       |
| «Agwimonte»       | грузовое судно                | США            | 28 мая 1943     | 8 000 т. военных грузов и локомотивы на палубе                                                      | 6 679        | потоплен  | Конвой CD-20          |
| «Storaas»         | танкер                        | Норвегия       | 28 мая 1943     | в балласте                                                                                          | 7 886        | потоплен  | Конвой CD-20          |
| «Jasper Park»     | грузовое судно, тип «Park»    | Канада         | 6 июля 1943     | 6 000 т. генерального груза                                                                         | 7 129        | потоплен  |                       |
| «Alice F. Palmer» | грузовое судно, тип «Liberty» | США            | 10 июля 1943    | в балласте                                                                                          | 7 176        | потоплен  |                       |
| «Cornish City»    | грузовое судно                | Великобритания | 29 июля 1943    | 9 600 т. угля                                                                                       | 4 952        | потоплен  | Конвой DN-53          |
| «Efthalia Mari»   | грузовое судно                | Греция         | 5 августа 1943  | 4 802 т. угля                                                                                       | 4 195        | потоплен  |                       |